# Curcuma purpurascens
Curcuma purpurascens är en enhjärtbladig växtart som beskrevs av Carl Ludwig von Blume. Curcuma purpurascens ingår i släktet Curcuma och familjen Zingiberaceae. Inga underarter finns listade i Catalogue of Life.